# Aradu
La Aradu è la nave ammiraglia della flotta nigeriana, ed è a tutt'oggi senza pari nella marina della più popolosa nazione africana. 
L'Aradu è una fregata del tipo MEKO 360, una classe navale costruita in due varianti: MEKO 360 H1 per la Nigeria e MEKO 360 H2 per l'Argentina, con alcune differenze.

## Progetto
Lo scafo è comune alle due versioni con un ponte unico continuo, con un ridotto cavallino di prua e una doppia angolazione delle fiancate, sovrastrutture costituite da un blocco unico, dalla struttura solida e compatta e poppa a specchio.
La Aradu fa parte del tipo MEKO 360H1, mentre le unità argentine che costituiscono la Classe Almirante Brown sono del tipo MEKO 360H2.
L'apparato motore, che nelle unità argentine è del tipo COGOG nella Aradu è di tipo CODOG, con diesel di crociera e turbine per alta velocità. 
La propulsione diesel è costituita da due motori MTU 20V 956 TM92 da 10420 CV e due turbine a gas Rolls-Royce da 50880 hp e scarica la sua potenza su due eliche.

## Armamento
L'armamento è costituito da un cannone Otobreda 127/54 Compatto, quattro CIWS Dardo sistemati due a prua e due a poppa, ai lati dell'hangar, per la difesa aerea di punto, un lanciamissili Albatros/Aspide sistemato a poppa per la difesa antiaerea a lungo raggio, missili antinave OTOMAT e due lanciasiluri tripli ILAS-3, del tipo MK 32 americano, per siluri del tipo A244.

## Attività
La nave ordinata nel 1977 è stata costruita nei cantieri Blohm & Voss di Amburgo, impostata sugli scali il 1º dicembre 1978 inizialmente con il nome di Republic, successivamente cambiato in Aradu in seguito a mutamenti politici avvenuti in Nigeria e varata il 25 gennaio 1980 è entrata in servizio il 20 febbraio 1982.
Dopo un lungo periodo di inattività, questa nave, nonostante sia già trentenne, e quindi per gli standard delle nazioni del primo mondo da radiare, è stata di recente aggiornata e revisionata e dovrebbe prestare servizio ancora per un decennio. 
Nel 2005 a Londra ha preso parte alle celebrazioni del 200º anniversario della battaglia di Trafalgar.